# Aloha, Bobby and Rose
Pour plus de détails, voir Fiche technique et Distribution.
Aloha, Bobby and Rose est un film américain, sorti en 1975.

## Fiche technique
- Titre : Aloha, Bobby and Rose
- Réalisation : Floyd Mutrux
- Scénario : Floyd Mutrux
- Photographie : William A. Fraker
- Musique : Jaime Mendoza-Nava
- Pays d'origine : États-Unis
- Genre : drame
- Date de sortie : 1975

## Distribution
- Paul Le Mat : Bobby
- Dianne Hull : Rose
- Tim McIntire : Buford
- Leigh French : Donna Sue
- Martine Bartlett : la mère de Rose
- Noble Willingham : Oncle Charlie
- Robert Carradine : Moxey
- Mario Gallo : Benny
- Edward James Olmos : Chicano
- Cliff Emmich : Bird Brain